# Großinquisitor

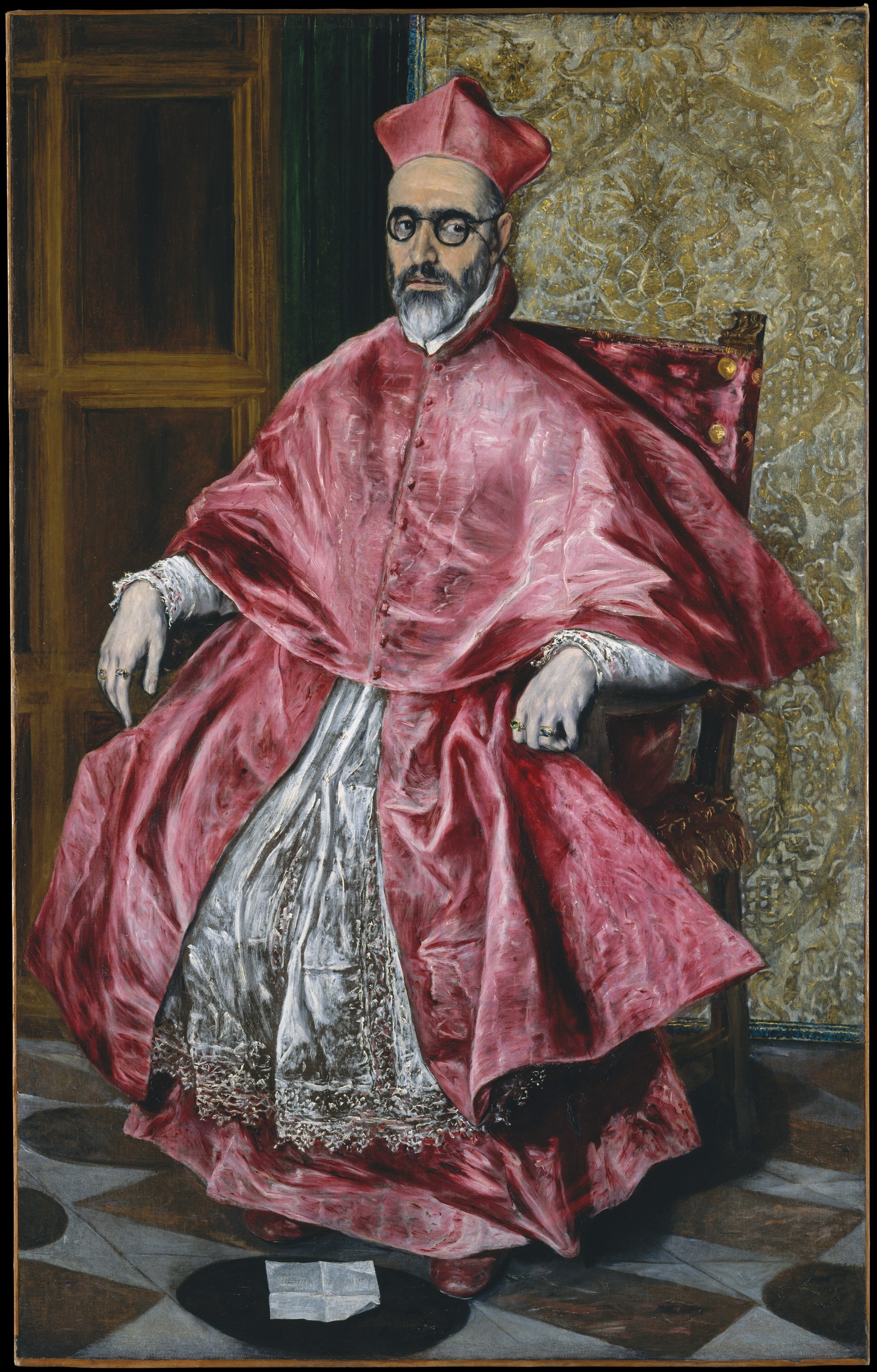
Kardinalinquisitor Don Fernando Niño de Guevara in einem Gemälde von El Greco (um 1600)

Ein Großinquisitor, auch Generalinquisitor, war im Mittelalter ein Inquisitor mit besonderen territorialen Befugnissen. In der Frühen Neuzeit war er der Vorsteher der Inquisition für ein Land. Im heutigen Sprachgebrauch wird der negative Assoziationen weckende Begriff auch außerhalb seiner eigentlichen historischen Bedeutung metaphorisch gebraucht.

## Mittelalter
Die Inquisitoren wurden im Mittelalter üblicherweise vom Heiligen Stuhl eingesetzt und bevollmächtigt, im Rahmen von kirchlichen Inquisitionsverfahren gegen so genannte Ketzer vorzugehen. In einigen Fällen wurden vom Papst für bestimmte Herrschaftsgebiete Generalinquisitoren ernannt. Im Jahr 1235 ernannte Papst Gregor IX. den ersten Generalinquisitor für Frankreich. Eine strikte Weisungsbefugnis gegenüber seinen Kollegen in der Provinz darf man aus diesem Titel allerdings nicht ableiten.
In den deutschen Landen wird für das frühe 13. Jahrhundert Konrad von Marburg aufgrund seiner Machtfülle als Großinquisitor angesehen, wohingegen als erster offizieller Großinquisitor für Deutschland der 1348 in dieses Amt berufene Johann Schadland gilt.

## Spanische Inquisition
Die Spanische Inquisition wurde am Ende des 15. Jahrhunderts auf Antrag des kastilischen Königspaares Isabella und Ferdinand durch Papst Sixtus IV. genehmigt. Der Papst übertrug die Einrichtung, Verwaltung und Finanzierung der Inquisition auf die Herrscher der Krone von Kastilien und später auch der Krone von Aragonien. Der Generalinquisitor nahm in Spanien eine Doppelstellung ein. Rechtlich war der Generalinquisitor ein Beauftragter des Papstes. Er übte als oberster vom Papst ernannter Inquisitionsrichter eine kirchliche Jurisdiktion aus. Als vom König beauftragter Vorsitzender des Consejo de la Suprema y General Inquisición, war er Leiter der staatlichen Institution Spanische Inquisition. Die wichtigsten Aufgaben des Generalinquisitors waren der Vorsitz im Consejo de la Suprema y General Inquisición, der Vorschlag neuer Mitgliedern und die Leitung der wichtigsten Aktivitäten dieser Behörde. Er war zuständig für die Besetzung der Ämter der verschiedenen örtlichen Tribunale sowie die Aufhebung, Bestätigung oder Änderung der Entscheidungen der örtlichen Inquisitoren. Zusammen mit den Mitgliedern des Consejos de la Suprema y General Inquisición regelte er die gesamten wirtschaftlichen Angelegenheiten der Spanischen Inquisition. Das betraf sowohl die Kosten für den Unterhalt der Behörde, wie auch die Einnahmen durch Strafzahlungen, Konfiskationen und Nutzung von Gütern von Verurteilten. Die von den Generalinquisitoren herausgegebenen „Instrucciones“ (eine Sammlung der Richtlinien des Oficio de la Santa Inquisicion) werden als die „Gesetze der Spanischen Inquisition“ bezeichnet. Sie regeln sowohl das Vorgehen der Inquisitoren bei der Tataufklärung als auch die Grundlagen der Strafzumessung.

### Liste der Großinquisitoren der Römische Inquisition
- 1542–1555: Gian Pietro Kardinal Carafa
- 1558–1566: Antonio Michele Kardinal Ghisleri
- 1573–1577: Scipione Kardinal Rebiba
- 1577–1586: Giacomo Kardinal Savelli
- 1586–1602: Giulio Antonio Kardinal Santorio

### Liste der spanischen Großinquisitoren
| Aus  | Zu   | Großinquisitor          | Andere Ämter                                                 |
| ---- | ---- | ----------------------- | ------------------------------------------------------------ |
| 1483 | 1498 | Thomas von Torquemada   | Prior des Dominikanerklosters Santa Cruz, Segovia, 1477–1498 |
| 1499 | 1506 | Diego de Deza Tavera    | Erzbischof von Sevilla                                       |
| 1506 | 1507 | Diego Ramirez de Guzmán | Bischof von Catania, Bischof von Lugo                        |

#### Trennung der Inquisitionen von Kastilien und Aragonien

##### Kastilien
| Aus  | Zu   | Großinquisitor                | Andere Ämter                    |
| ---- | ---- | ----------------------------- | ------------------------------- |
| 1507 | 1517 | Francisco Jiménez de Cisneros | Kardinal, Erzbischof von Toledo |

##### Aragonien
| Aus  | Zu   | Großinquisitor         | Andere Ämter                                                                 |
| ---- | ---- | ---------------------- | ---------------------------------------------------------------------------- |
| 1507 | 1513 | Juan Enguera           | Bischof von Vich, Bischof von Lleida, Bischof von Tortosa                    |
| 1513 | 1516 | Luis Mercader Escolano | Bischof von Tortosa                                                          |
| 1516 | 1517 | Adrian von Utrecht     | Kardinalpriester von Ss. Giovanni e Paolo, Bischof von Tortosa, später Papst |

#### Wiedervereinigung der Inquisitionen
| Aus  | Zu   | Großinquisitor                                       | Andere Ämter                                                                          |
| ---- | ---- | ---------------------------------------------------- | ------------------------------------------------------------------------------------- |
| 1518 | 1522 | Adrian von Utrecht                                   | Kardinalpriester von Ss. Giovanni e Paolo, Bischof von Tortosa, später Papst          |
| 1523 | 1538 | Alonso Manrique de Lara                              | Bischof von Badajoz, Erzbischof von Sevilla, Kardinal                                 |
| 1539 | 1545 | Juan Pardo de Tavera                                 | Erzbischof von Toledo                                                                 |
| 1546 | 1546 | Garcia de Loaysa                                     | Erzbischof von Sevilla                                                                |
| 1547 | 1566 | Fernando de Valdés y Salas                           | Erzbischof von Sevilla                                                                |
| 1566 | 1572 | Diego de Espinosa                                    | Bischof von Sigüenza, Bischof von Cuenca                                              |
| 1572 | 1572 | Pedro Ponce de León                                  | Bischof von Rodrigo City, Bischof von Placenta                                        |
| 1573 | 1594 | Gaspar de Quiroga y Vela                             | Erzbischof von Toledo                                                                 |
| 1595 | 1595 | Jerónimo Manrique de Lara                            | Bischof von Cartagena, Bischof von Ávila                                              |
| 1596 | 1599 | Pedro de Portocarrero                                | Bischof von Calahorra, Bischof von Cuenca                                             |
| 1599 | 1602 | Fernando Niño de Guevara                             | Erzbischof von Sevilla                                                                |
| 1602 | 1602 | Juan de Zúñiga Flores                                | Bischof von Cartagena                                                                 |
| 1603 | 1608 | Juan Bautista de Acevedo                             | Bischof von Valladolid, Patriarch von Indien                                          |
| 1608 | 1618 | Bernardo de Sandoval y Rojas                         | Erzbischof von Toledo                                                                 |
| 1619 | 1621 | Ludwig von Aliaga Martinez                           |                                                                                       |
| 1622 | 1626 | Andres Pacheco                                       | Bischof von Cuenca, Patriarch von Indien                                              |
| 1627 | 1632 | Antonio de Zapata y Cisneros                         | Erzbischof von Burgos                                                                 |
| 1632 | 1643 | Antonio de Sotomayor                                 | Prior von Santo Domingo                                                               |
| 1643 | 1665 | Diego de Arce y Reinoso                              | Bischof von Tuy, Bischof von Avila, Bischof von Palencia                              |
| 1665 | 1665 | Pascual von Aragon                                   | Erzbischof von Toledo                                                                 |
| 1666 | 1669 | Juan Everardo Nithard bzw. Johann Eberhard Neidhardt |                                                                                       |
| 1669 | 1695 | Diego Sarmiento de Valladares                        | Bischof von Oviedo, Bischof von Plasencia                                             |
| 1695 | 1699 | Juan Tomás de Rocaberti                              | Prior von Santo Domingo, Erzbischof von Valencia                                      |
| 1699 | 1699 | Alonso Fernandez de Cordoba y Aguilar                | Ernennung zum Großinquisitor, verstarb jedoch, bevor er dieses Amt übernehmen konnte. |
| 1699 | 1705 | Baltasar de Mendoza y Sandoval                       | Bischof von Segovia                                                                   |
| 1705 | 1709 | Vidal Marin del Campo                                | Erzbischof von Burgos                                                                 |
| 1709 | 1710 | Antonio Ibanez von Riva Herrera                      | Erzbischof von Saragossa, Erzbischof von Toledo                                       |
| 1711 | 1716 | Francesco del Giudice                                | Erzbischof von Monreale                                                               |
| 1715 | 1715 | Felipe Antonio Gil de Taboada                        | Als Großinquisitor ernannt, diente aber nicht.                                        |
| 1717 | 1717 | José de Molines                                      | In Rom proklamiert, aber von Österreichern festgenommen und ohne Dienst gestorben.    |
| 1718 | 1718 | Felipe de Arcemendi                                  | Ohne Dienst gestorben.                                                                |
| 1720 | 1720 | Diego de Astorga y Céspedes                          | Erzbischof von Toledo                                                                 |
| 1720 | 1733 | Johannes von Camargo y Angle                         | Bischof von Pamplona                                                                  |
| 1733 | 1740 | Andrés de Orbe y Larreategui                         | Erzbischof von Valencia                                                               |
| 1742 | 1746 | Manuel Isidro Orozco Manrique de Lara                | Erzbischof von Santiago                                                               |
| 1746 | 1755 | Francisco Pérez de Prado                             | Bischof von Teruel                                                                    |
| 1755 | 1774 | Manuel Quintano Bonifaz                              | Titularerzbischof von Farsala                                                         |
| 1775 | 1783 | Felipe Beltran Serrano                               | Bischof von Salamanca                                                                 |
| 1784 | 1793 | Agustín Rubin de Ceballos                            | Bischof von Jaen                                                                      |
| 1793 | 1794 | Manuel Abad y Lasierra                               | Titularerzbischof von Selymbria                                                       |
| 1794 | 1797 | Francisco Antonio Lorenzana y Butrón                 | Erzbischof von Toledo                                                                 |
| 1797 | 1808 | Ramón José de Arce y Rebollar                        | Erzbischof von Burgos                                                                 |
| 1808 | 1814 | Abschaffung der Inquisition                          |                                                                                       |
| 1814 | 1818 | Francisco Javier Mier Campillo                       | Bischof von Almeria                                                                   |
| 1818 | 1818 | Christopher Bencomo y Rodriguez                      | Titularerzbischof von Herakleia                                                       |
| 1818 | 1820 | Gerónimo Castillón y Salas                           | Bischof von Tarazona                                                                  |

### Liste der Generalinquisitoren von Portugal
- Diogo da Silva (1536–1539), Erzbischof von Braga.
- Kardinal Dom Henrique (1539–1579), Erzbischof von Braga, wurde König von Portugal.
- Manuel de Meneses (1578–), Bischof von Lamego und Bischof von Coimbra, getötet in der Schlacht von Alcacer Quibir.
- Jorge de Almeida (1580–1585), Erzbischof von Lissabon.
- Albert VII., Erzherzog von Österreich (1586–1593), Kardinal und Erzbischof von Toledo, Vizekönig von Portugal.
- António de Matos de Noronha (1596–1602), Bischof von Elvas.
- Jorge de Ataíde (1602), Bischof von Viseu, lehnte das Amt ab.
- Alexandre de Bragança (1602–1604), Erzbischof von Evora.
- Pedro de Castilho (1605–1615), Großkaplan von König Philipp II. von Portugal.
- Fernando Martins de Mascarenhas (1615–1628), Bischof der Algarve und Bischof von Faro.
- Francisco de Castro (1630–1653), Bischof von Guarda.
- Sebastião César de Meneses (1663–1668). Von Portugal ernannt, aber von Papst Alexander VII. nicht bestätigt, da der neue portugiesische Staat vom Heiligen Stuhl nicht anerkannt wurde.
- Pedro de Lencastre (1671–1673), Erzbischof von Braga und Herzog von Aveiro.
- Veríssimo de Lencastre (1676–1692), Erzbischof von Braga.
- Frei José de Lencastre (1693–1705), Bischof von Bragança-Miranda und Bischof von Leiria.
- Nuno da Cunha e Ataíde (1707–1750), Großkaplan von König Pedro II. von Portugal und Johannes V. von Portugal.
- José de Bragança (1758–1760), unehelicher Sohn von Johannes V. von Portugal.
- João Cosme da Cunha (1770–1783), Erzbischof von Evora und Justizminister.
- Bruder Inácio de São Caetano (1787–1788), Beichtvater von Königin Maria I. von Portugal.
- José Maria de Melo (1790–1818), Bischof der Algarve, Bischof von Faro und Beichtvater von Königin Maria I. von Portugal.
- José Joaquim da Cunha Azeredo Coutinho (1818–1821), Bischof von Elvas.

## Gegenwart
Großinquisitor der sogenannten Römischen Inquisition (heute Dikasterium für die Glaubenslehre) war von 1602 bis 1908 (Umbenennung der Behörde in Sanctum Officium) bzw. 1965 (Ende der Ausübung des Präfektenamtes durch den Papst) der Papst selbst.
In der Gegenwart bildet das Wort Großinquisitor überwiegend eine politische, mediale oder literarische Metapher, die auf kollektive klischeehafte Assoziationen im Zusammenhang mit der Inquisition oder der Hexenverfolgung abzielt, die im Kern die negative Vorstellung einer Person gemeinsam haben, die im öffentlichen Auftrag Andersdenkende in böser Absicht oder Verblendung verfolgt und dabei von Grausamkeit und Machtmissbrauch geleitet wird.
Aufgrund der Plakativität des Begriffes ist er für die mediale Verwendung besonders attraktiv. Die Bezeichnung wurde und wird deshalb dazu verwendet, Personen in polemischer Weise mit der negativen Konnotation des Begriffs in Verbindung zu bringen. Beispielsweise wird der jeweilige Präfekt der Glaubenskongregation, der Nachfolgeorganisation der Römischen Inquisition, gelegentlich mit kritischem oder auch ironischem Unterton als „Großinquisitor“ bezeichnet. Beispiele von Personen, die mit diesem Begriff belegt wurden (siehe in den jeweiligen Artikeln): Abraham Calov, Ettore Majorana und Heinrich Himmler.
Die eher literarischen oder Bühnenbearbeitungen, in denen der Begriff aufgegriffen wird, behandeln zumeist schlimme Erfahrungen mit Diktatur, Überwachungsstaat und totalitärer Herrschaft (z. B. Zarenherrschaft, Ostblock, Nationalsozialismus).

## Künstlerische Rezeption
- In Schillers Don Karlos gelingt dem Großinquisitor am Ende die Auslieferung Don Karlos’ an die Inquisition.
- In Giacomo Meyerbeers 1865 uraufgeführter Oper L’Africaine ist der Großinquisitor Gegenspieler Vasco da Gamas.
- In Dostojewskis Roman Die Brüder Karamasow behandelt das 5. Kapitel des 5. Buches die Legende vom Großinquisitor, worin der im 16. Jahrhundert zurückgekehrte Jesus von der Inquisition verfolgt wird.
- In Hans Hagens 1880 erschienenem Drama Konrad von Marburg, deutscher Ketzermeister und Großinquisitor erfuhr die historische Figur des Großinquisitors Konrad von Marburg eine literarische Bearbeitung.
- In der 1936 entstandenen Novelle El Greco malt den Großinquisitor nimmt der Autor Stefan Andres auf eine bekannte Darstellung eines Großinquisitors in einem um 1600 entstandenen Gemälde von El Greco Bezug.
- Boris Blachers 1947 uraufgeführtes Oratorium Der Großinquisitor für Bariton, Chor und Orchester in der textlichen Einrichtung von Leo Borchard ist eine Adaption von Dostojewskis Legende vom Großinquisitor.[8]
- In Jerzy Andrzejewskis 1957 erschienenem Roman Finsternis bedeckt die Erde, in dem u. a. der spanische Großinquisitor Tomás de Torquemada als Protagonist auftritt, wird das Spannungsfeld zwischen religiöser Ideologisierung und Menschlichkeit verarbeitet.
- Der Großinquisitor heißt ein 1992 entstandenes Drama (auch als Hörspiel) von George Tabori.
- Zork: Der Großinquisitor heißt ein PC-Adventure-Spiel (Activision, 1997)
- In Star Wars Rebels leitet der Großinquisitor die Jagd nach den verbliebenen Jedi und ist in der ersten Staffel Antagonist der Handlung.